# Olomouc
Olomouc (em morávio: Holomóc, Olomóc; em alemão: Olmütz; em polonês/polaco: Ołomuniec; em latim: Eburum, Olomucium ou Iuliomontium) é uma cidade da Morávia, no leste da República Tcheca. A cidade é banhada pelo rio Morava e conta com 100 752 habitantes (censo de 2005).

## Cidades irmãs
- França - Antony (Altos do Sena)
- Suíça  - Lucerna
- Alemanha - Nördlingen
- Hungria - Pécs
- Estados Unidos - Owensboro (Kentucky)
- Sérvia - Subotica
- Finlândia - Tampere
- Países Baixos - Veenendaal

| Imagem: Coluna da Santíssima Trindade em Olomouc | A cidade de Olomouc inclui o sítio "Coluna da Santíssima Trindade em Olomouc", Património Mundial da UNESCO. |  |